# Historische Partei (Portugal, 1852–1876)
Die Historische Partei (portugiesisch Partido Histórico) war eine der beiden bedeutenden politischen Parteien während der konstitutionellen Phase der portugiesischen Monarchie. Sie ging aus der Bewegung der Setembristen hervor und repräsentierte den liberaleren Teil des portugiesischen Parteienspektrums. Nach heutigen Maßstäben könnte man sie als linksliberal-progressiv bezeichnen. Sie wurde 1854 gegründet und existierte bis 1876. Ihr bedeutendster Gegenspieler war die Regenerationspartei.
Die Historische Partei stellte 1856–1859, 1860–1865 und 1869/1870 den portugiesischen Regierungschef, jeweils der Herzog von Loulé. 1865–1868 regierte sie gemeinsam mit der Regenerationspartei in einer großen Koalition.
1867 spaltet sich die Reformistische Partei unter dem Markgrafen von Sá da Bandeira von den Historischen Partei ab. Nach dem Tode Sá da Bandeiras (1876) vereinigten sich die beiden Parteien wieder und benannten sich in Progressive Partei um.

## Geschichte
Nachdem sich die Cartisten schon 1851 in der Regenerationspartei politisch organisiert hatten, wurde 1854 als Gegenstück die Historische Partei gegründet. Mit ihrem Namen wollte die Partei auf den „historischen“ Widerstand ihrer Führer gegen die Diktatur Costa Cabrals hinweisen. Auch wurde der Name gewählt, um anzudeuten, dass die Partei allen progressiven Kräften in Portugal offenstehen sollte, nicht nur den Anhängern der Septemberverfassung, also den Setembristen im engeren Sinne.
Da Königin Maria II. eine Anhängerin der Regenerationspartei war, wurden während ihrer Herrschaft keine Regierungen der Historischen Partei berufen. Auch ihr Mann Ferdinand II. hielt während der Zeit, in der er für seinen minderjährigen Sohn Peter V. die Regentschaft führte, an der Regenerationspartei fest. Dies änderte sich erst, als Peter V. 1855 begann, selbständig zu regieren. Im gleichen Jahr ernannte er den Herzog von Loulé zum ersten Mal zum Regierungschef.
In Portugal entwickelte sich eine oligarchische parlamentarische Monarchie. Die Politiker sowohl der Regenerations- als auch der Historischen Partei entstammten beide dem Großbürgertum. Da es sich um eine kleine abgeschlossene Gruppe von Personen handelte, die alle den gleichen Hintergrund hatten, bildete sich ein System der regelmäßigen Rotation in der Regierungsausübung, in der portugiesischen Geschichtsschreibung Rotativismo genannt. Sobald eine Partei dabei nicht mehr in der Lage war, die Regierung auszuüben, gab sie ihr Mandat an den Monarchen zurück, dieser ernannte dann einen Regierungschef aus der Opposition. Erst danach löste der Monarch das Parlament auf, so dass sichergestellt war, dass die gerade zu Regierungsverantwortung gekommene Partei auch eine parlamentarische Mehrheit bekam, was man notfalls durch Manipulation der Wahlen sicherstellte (was nicht schwer war, angesichts der Tatsache, dass sowieso nur ein Prozent der Bevölkerung wahlberechtigt war). Bei diesem System wechselten sich die beiden großen Parteien also in der Regierungsverantwortung ab, wobei man darauf achtete, dass beide ungefähr die gleiche Zeit regierten. Im Rahmen dieses Systems führte der Herzog von Loulé und damit die Historische Partei insgesamt dreimal die Regierung.
Von 1865 bis 1868 regierte in Portugal eine große Koalition unter Joaquim António de Aguiar (Governo da fusão). Der Markgraf von Sá da Bandeira, der gegen die Koalition mit der Regenerationspartei war, tritt schließlich zusammen mit António José de Ávila aus der Historischen Partei aus, um seine eigene Partei zu gründen. Dadurch ist die Partei so geschwächt, dass sie nicht mehr die Regierung stellt. Nach dem Tode Sá da Bandeira vereinigen sich die beiden Parteien wieder und bilden die Progressive Partei, die die Tradition der Historischen Partei weiterführt und ebenfalls mehrmals die portugiesische Regierung stellt.